# Europamästerskapen i skidskytte 2004
Europamästerskapen i skidskytte 2004 genomfördes 18 – 22 februari  2004 i Minsk, Vitryssland.

## Distans herrar 20 kilometer
| Placering | Åkare             | Land     |
| --------- | ----------------- | -------- |
| 1.        | Tomasz Sikora     | Polen    |
| 2.        | Dmitri Jarosjenko | Ryssland |
| 3.        | Aleksej Tjurine   | Ryssland |

## Distans damer 15 kilometer
| Placering | Åkare               | Land        |
| --------- | ------------------- | ----------- |
| 1.        | Jekaterina Dafovska | Bulgarien   |
| 2.        | Olena Zubrilova     | Vitryssland |
| 3.        | Pavlina Filipova    | Bulgarien   |

## Sprint herrar 10 kilometer
| Placering | Åkare            | Land        |
| --------- | ---------------- | ----------- |
| 1.        | Aleksandr Syman  | Vitryssland |
| 2.        | Tomasz Sikora    | Polen       |
| 3.        | Vladimir Dratjev | Vitryssland |

## Sprint damer 7,5 kilometer
| Placering | Åkare           | Land        |
| --------- | --------------- | ----------- |
| 1.        | Olena Zubrilova | Vitryssland |
| 2.        | Olena Petrova   | Ukraina     |
| 3.        | Irina Malgina   | Ryssland    |

## Jaktstart herrar 12,5 kilometer
| Placering | Åkare            | Land        |
| --------- | ---------------- | ----------- |
| 1.        | Aleksandr Syman  | Vitryssland |
| 2.        | Tomasz Sikora    | Polen       |
| 3.        | Vladimir Dratjev | Vitryssland |

## Jaktstart damer 10 kilometer
| Placering | Åkare              | Land        |
| --------- | ------------------ | ----------- |
| 1.        | Olena Petrova      | Ukraina     |
| 2.        | Jekaterina Ivanova | Vitryssland |
| 3.        | Olena Zubrilova    | Vitryssland |

## Stafett 4 x 7,5 kilometer herrar
| Placering | Land     | Åkare                                                               |
| --------- | -------- | ------------------------------------------------------------------- |
| 1.        | Tyskland | Michael Rösch, Jörn Wollschläger, Carsten Heymann, Daniel Graf      |
| 2.        | Norge    | Anstein Mykland, Alexander Os, Dag Bjørndalen, Tor Halvor Bjørnstad |
| 3.        | Polen    | Michal Piecha, Wiesław Ziemianin, Gregorz Bodziana, Tomasz Sikora   |

## Stafett 4 x 6 kilometer damer
| Placering | Land        | Åkare                                                                |
| --------- | ----------- | -------------------------------------------------------------------- |
| 1.        | Ryssland    | Olga Anisimova, Svetlana Tjernusova, Natalia Sokolova, Irina Malgina |
| 2.        | Vitryssland | Jekaterina Ivanova, Ljudmila Ananko, Olga Nazarova, Olena Zubrilova, |
| 3.        | Tyskland    | Katharina Echter, Ina Menzel, Romy Beer, Sabrina Buchholz            |